# Nikica Jelavić
Nikica Jelavić (Čapljina, Bosnia Herzegovina, 27 de agosto de 1985) es un exfutbolista y entrenador croata que jugaba de delantero. Desde la temporada 2025-26 dirige al N. K. Lokomotiva.

## Trayectoria
Inicios de su Carrera
Jelavić nació en Čapljina , SR Bosnia y Herzegovina , SFR Yugoslavia y comenzó su carrera en el club de su ciudad natal Gosk Gabela , que juega en el sistema de ligas de Bosnia. Su carrera dio un giro más serio cuando se trasladó a la cercana Club transfronteriza en Croacia , NK Neretva desde el pueblo de Metković, gestionado por Branko Gutic.
Hajduk Split
En el ánimo de Ante PRCO, Ivan Gudelj , Dražen Mužinić y Vilson Džoni fue llevado a Hajduk Split lado de junior s a la edad de 15. Él jugó su primer partido de la selección absoluta de Hajduk en la Prva HNL a la edad de 17. Durante su tiempo en el Hajduk que sufrió muchas lesiones que le impidieron hacer más partidos con el equipo. Después de que él se recuperó de las lesiones que se convirtió en un primer equipo regular en el 2006-07 Prva HNL temporada. A pesar de él jugando toda la temporada sólo logró cinco goles en la liga y fue la transferencia que aparece al final de la temporada.
Zulte Waregem
En julio de 2007, Jelavić firmado por Bélgica Primera División del club Zulte Waregem . [ 3 ] Durante su primera temporada en el club, que anotó tres goles de 23 partidos.
Rapid Wien
Jelavić jugando para Rapid Wien en 2009.
En julio de 2008, se unió a los Jelavić austriacos campeones SK Rapid Wien . En el 2008-09 Austriaca de Fútbol de la Bundesliga la temporada, jugó 24 partidos (como el primer escuadrón de 9 y, como suplente en 15) y anotó 7 goles sin ningún tipo de tarjetas amarillas o rojas. En 2009-10 , jugó en 33 partidos (como primer equipo en 31 y, como suplente en dos) y anotó 18 goles con 5 tarjetas amarillas y 1 tarjeta roja. En la Europa League , jugó seis partidos y marcó cuatro goles con una asistencia.
En el verano de 2010 Jelavić estaba vinculado con un traspaso al Rangers . Una tarifa se acordó originalmente entre los dos clubes el 26 de julio, [ 4 ] pero la transferencia se retrasó por una disputa entre el jugador y Rapid Wien en un Jelavić pago reclamado el club le debía. [ 5 ] El 19 de agosto, Rapid anunció que Jelavić estaría firmando para los Rangers, después de que el jugador anunció que no jugaría en Rapid Europa League partido de clasificación contra el Aston Villa .  
Rangers
El 20 de agosto de 2010, Jelavić completó un movimiento £ 4.000.000 a Rangers en un años de contrato por cuatro. [ 8 ] Hizo su debut en un partido en casa contra San Johnstone , el 28 de agosto de 2010.  Debido a su antiguo club Rapid Wien clasificación para la Europa League , Jelavić era inelegible para participar en Rangers Liga de Campeones de la campaña, después de convertirse en la taza atada después de aparecer por el lado de Austria en las rondas anteriores. 
El 11 de septiembre, Jelavić anotó su primer gol contra el Rangers Hamilton Academical en Nueva Douglas Park después cabeceó un Kyle Lafferty cruz.  El 21 de septiembre, Jelavić jugó contra Dunfermline Athletic en la Copa de la Liga , anotando dos goles en el juego, incluyendo una chilena en la victoria por 7-2 para los Rangers.  En Rangers próximo partido fuera de Aberdeen en Pittodrie , Jelavić anotaron lo que el gol de la victoria en unos 3-2 Rangers ganar. Rangers estaban 2-0 abajo antes de volver a ganar el partido con Jelavić anotando el tercer gol Rangers. La próxima semana Jelavić se lesionó en un partido contra el Heart of Midlothian en Tynecastle , sufriendo daño en los ligamentos del tobillo debido a un frente de Corazones centrocampista Ian Negro . Afirmó que Negro había tenido intención de hacerle daño, una acusación negada por su oponente, que se disculpó por el desafío. Anotó dos goles en un partido contra el Dundee United en octubre de 2011.
Después de hacer su regreso fuera del banco, Jelavić comenzó su primer partido desde su lesión el 26 de enero de 2011, marcando fuera de casa contra el Hibernian en el primer tiempo.  primer hat-trick para Rangers ocurrió en la victoria por 6-0 sobre Motherwell el 12 de febrero de 2011 a Ibrox Estadio . En la victoria de 4-0 Rangers contra St. Johnstone , el 27 de febrero de 2011, Jelavić anotó dos goles y asistió a un tercero con un pase taconazo.  El 20 de marzo de 2011, Jelavić anotó el gol de la victoria en el tiempo extra en la victoria 2-1 sobre los Rangers Celtic en la Copa de la Liga de Escocia 2011 final . Luego anotaron en consecutivas como visitante 1-0 victorias sobre Hamilton Academical y Aberdeen . Jelavić redondea la temporada al anotar cinco goles en los últimos seis partidos de la temporada, incluyendo un gol y dos asistencias en la victoria por 5-1 del título ganando Rangers contra Kilmarnock en la última jornada de la temporada. [ 17 ] Jelavić recibió la meta SFA del premio la temporada por su gol contra el Aberdeen, puso fin a la temporada 2010-11 con los mejores goles al juego proporción en Escocia después de anotar 19 goles en 27 juegos, mejor que cualquier otro delantero en Escocia.
El 22 de julio de 2011, un día antes de la apertura de Rangers partido de la temporada contra Heart of Midlothian, se anunció que sería Jelavić vestir la camiseta número nueve para la temporada 2011-12 que había usado previamente el número 18. El 30 de agosto de 2011, que Se informó que los Rangers habían rechazado una oferta de 6,5 millones de libras de campeonato del club Leicester City para Jelavić. anotó su primer gol europeo para Rangers el 3 de agosto de 2011 en el empate 1-1 contra el Malmö en la UEFA Champions League partido de clasificación. El 5 de noviembre 2011 Jelavić anotó su primer refuerzo de la temporada ayudando a los Rangers a una victoria de 3-1 sobre el Dundee United . Jelavić marcó otros dos goles en la victoria por 2-0 sobre el Hibernian , el 10 de diciembre de 2011. Su tercer refuerzo de la temporada llegó el 14 de enero de 2012 en una victoria de 2-1 sobre St Johnstone .  Dejó Rangers haber anotado un total de 36 goles en un total de 55 apariciones en todas las competiciones.
Everton
Jelavić jugando para el Everton en 2013.
El 31 de enero de 2012, Jelavić firmó un contrato de cuatro años y medio de duración con el Everton por un precio de £ 5.000.000.  Hizo su debut en unos días más tarde, como un segundo medio sustituto de Denis Stracqualursi , en el empate 1-1 ante el Wigan Athletic en el estadio DW . [ 25 ] El 10 de marzo de 2012, Jelavić anotó su primer gol con el Everton en su primera apertura para el club, anotando el único gol del partido en una 1- 0 victoria contra el Tottenham Hotspur en Goodison Park .  Su primera FA Cup objetivo era el primer partido en la victoria por 2-0 ante el Sunderland en una repetición de cuartos de final en el Estadio de la Luz .  Jelavić anotó su primer refuerzo para el Everton , un 2-2 lejos empate contra Norwich City en la liga, y la semana siguiente él anotó el primer gol en la victoria por 2-1 de los vecinos de Liverpool , en el semifinal de la FA Cup en el estadio de Wembley .
Jelavić marcó dos goles en el empate 4-4 contra el Manchester United en Old Trafford , convirtiéndose en el primer jugador de Everton en marcar en cinco partidos como visitante sucesivas desde Duncan McKenzie en 1977-1978 . [ 28 ] En dos goles contra el Fulham se convirtió en el jugador más rápida de llegar a 10 goles en el Everton ya Tom Browell en 1912. [ 29 ] Jelavić fue nombrada la Premier League Jugador del Mes para abril de 2012, el primero de Croacia para lograr esto. [ 30 ] Jelavić anotó su 11º gol de Everton contra el Newcastle United en la último día de la temporada y terminó la temporada como máximo goleador del Everton, tanto en la liga y en general. 
Jelavić comenzó la temporada 2012-13 con goles ante el Aston Villa , Southampton ,  el Wigan Athletic , Sunderland, Tottenham Hotspur y Cheltenham Town , pero su forma se redujo y Victor Anichebe se utilizó como principal delantero del Everton, para la segunda mitad de la temporada. En 2013-14 el préstamo firmar Romelu Lukaku se prefirió Jelavić, que no se registra un objetivo hasta enero, cuando anotó dos veces contra el Queens Park Rangers en la FA Cup tercera ronda. Aunque el Everton gerente Roberto Martínez se mostró reacio a vender el croata, Jelavić buscó un movimiento para Hull City con el fin de tratar de jugar más al fútbol primero equipo de cara a la Copa del Mundo . A menos de una semana después Everton aceptó una oferta de transferencia de Hull. 
Hull City
El 15 de enero de 2014, Jelavić firmó por Hull City por una suma no en un contrato de tres años y medio de duración. [ 37 ] El acuerdo hizo su anterior club Rangers un adicional de £ 300.000. [ 38 ] Hizo su debut para Casco visitante contra Norwich City el 18 de enero de 2014, que perdió 1-0 casco. [ 39 ] Él anotó su primer gol para Hull en un 2-0 lejos en Sunderland el 8 de febrero de 2014. [ 40 ] Sus segunda y tercera metas ambos llegó en Hull de 4-0 ganar lejos en Cardiff City el 22 de febrero de 2014. Él anotó su cuarto y último gol de la temporada en el empate 2-2 al Fulham el 26 de abril de 2014. Terminó su primera temporada en el casco con 4 goles de 16 partidos en la Premier League, pero tanto él como su compañero de ataque Shane Long estaban atados de copa para la marcha del equipo a la final 2014 de la Copa FA .
En del Hull City temporada europea de soltera Jelavić regresó de Croacia 2014 Copa del Mundo de la campaña antes de tiempo debido a la venta de su compañero de ataque Shane Long . Él entró como suplente en 3 de los de Hull City 4 Europa league juegos, jugando una vez contra el AS Trenčín y dos veces contra el KSC Lokeren . En la Premier league Jelavić tuvo un comienzo muy brillante, a partir de los primeros 5 juegos de Hull, mientras anotando tres goles, con los objetivos que viene en el empate 1-1 con el Stoke City , de la derrota por 2-1 ante el Aston Villa y el 2- 2 empate ante el Newcastle United .

## Selección nacional
Fue internacional con la selección de fútbol de Croacia en 36 ocasiones en las que anotó 6 goles.
El 14 de mayo de 2014 fue incluido en la lista preliminar de 30 jugadores que representarán a Croacia en la Copa Mundial de Fútbol de 2014 en Brasil, siendo ratificado en la lista final de 23 futbolistas el 31 de mayo.
Participaciones en torneos internacionales
| Edición                        | Sede              | Resultado    |
| ------------------------------ | ----------------- | ------------ |
| Eurocopa 2012                  | Polonia y Ucrania | Primera fase |
| Copa Mundial de Fútbol de 2014 | Brasil            | Primera fase |

### Goles internacionales
| # | Fecha                   | Rival               | Marcador | Resultado | Competición              |
| - | ----------------------- | ------------------- | -------- | --------- | ------------------------ |
| 1 | 8 de octubre de 2009    | Catar               | 3-2      | 3-2       | Amistoso                 |
| 2 | 11 de agosto de 2010    | Eslovaquia          | 1-1      | 1-1       | Amistoso                 |
| 3 | 10 de junio de 2012     | Irlanda             | 2-1      | 3-1       | Eurocopa 2012            |
| 4 | 7 de septiembre de 2012 | Macedonia del Norte | 1-0      | 1-0       | Eliminatoria Mundialista |
| 5 | 6 de febrero de 2013    | Corea del Sur       | 3-0      | 4-0       | Amistoso                 |
| 6 | 6 de junio de 2014      | Australia           | 0-1      | 1-0       | Amistoso                 |

## Clubes

### Como jugador
| Club                  | País       | Año       |
| --------------------- | ---------- | --------- |
| H. N. K. Hajduk Split | Croacia    | 2002-2007 |
| SV Zulte Waregem      | Bélgica    | 2007-2008 |
| Rapid Viena           | Austria    | 2008-2010 |
| Rangers F. C.         | Escocia    | 2010-2012 |
| Everton F. C.         | Inglaterra | 2012-2014 |
| Hull City A. F. C.    | Inglaterra | 2014-2015 |
| West Ham United F. C. | Inglaterra | 2015-2016 |
| Guizhou Renhe         | China      | 2016-2017 |
| Guizhou Hengfeng      | China      | 2017-2020 |
| N. K. Lokomotiva      | Croacia    | 2020-2021 |

### Como entrenador
| Club                    | País    | Año       |
| ----------------------- | ------- | --------- |
| N. K. Lokomotiva sub-19 | Croacia | 2023-2025 |
| N. K. Lokomotiva        | Croacia | 2025-     |

## Palmarés

### Títulos nacionales
| Título                     | Club          | País    | Año  |
| -------------------------- | ------------- | ------- | ---- |
| Premier League de Escocia  | Rangers F. C. | Escocia | 2011 |
| Copa de la Liga de Escocia | Rangers F. C. | Escocia | 2011 |